# Nestis
Nestis (altgriechisch Νῆστις Nḗstis) ist eine sizilische Wassergöttin der griechischen Mythologie.
Der Philosoph Empedokles ordnet sie in seiner Vier-Elemente-Lehre dem Element Wasser zu, während Zeus, Hera und Aidoneos den drei übrigen Elementen entsprechen. Mit ihren Tränen spendet Nestis Wasser. Bei Empedokles kommt sie an zwei Stellen vor (Fragmente DK 31 B6 und DK 31 B96). Der byzantinische Gelehrte Eustathios von Thessalonike erwähnt Nestis in seinem Kommentar zu Homers Ilias als sizilische Göttin.
Peter Kingsley meint, Nestis sei ein Name der Persephone, der Gemahlin des Hades (Aidoneos). Diese Hypothese, die schon Friedrich Wilhelm Sturz 1805 vorgetragen hatte, hat in der Forschung Anklang gefunden, doch gehen hinsichtlich der Einzelheiten die Ansichten weit auseinander. Die Tränen der Nestis werden als der befruchtende Regen gedeutet.